# Haruna Okuno
Pour les articles homonymes, voir Okuno.
Haruna Okuno, née le 18 mars 1999, est une lutteuse libre japonaise. En 2017, elle remporte la médaille d'or lors des Championnats du monde dans la catégorie des moins de 55 kg,,.